# Hynobius naevius
Hynobius naevius é uma espécie de anfíbio caudado pertencente à família Hynobiidae. Endêmica do Japão.